# 曹 (春秋)

曹（Cao）の位置

曹（そう、紀元前1046年 - 紀元前487年）は、中国大陸に西周から春秋時代にわたって存在した小国である。国姓は姫。国都は陶丘（現在の山東省菏沢市定陶区の南西）。
創始者は周の武王の弟の曹叔振鐸。紀元前637年、晋の公子である重耳（後の文公）が亡命の旅の途中に曹を訪れた。時の君主共公は重耳の駢胸（一枚肋（あばら））を覗こうとして、臣下の釐負羈に諌められた。後に、紀元前632年、文公が攻撃し、共公を捕虜とした時には、釐負羈一族の住居は無事だった。また、同姓の国を滅ぼすようでは覇者となれないとの忠告もあり、共公を曹に帰国させた。最後の君主曹伯陽の時代、紀元前488年に、ある人が土地の神によって曹国の滅亡を相談している夢を見た。夢の中では、始祖の曹叔振鐸が滅亡は公孫彊が現われてからにしてほしいと神たちに頼んだので、その時は事なきを得た。後に、実際に公孫彊という人物が曹伯陽に気に入られ、政治の実権を取ることで世に出るようになった。公孫彊の勧めで晋との盟に背き、宋を攻撃した。その翌年の紀元前487年に宋によって滅ぼされた。

## 歴代君主
1. 曹叔振鐸
2. 太伯 脾
3. 仲君 平
4. 宮伯 侯
5. 孝伯 雲
6. 夷伯 喜　　紀元前865年 - 紀元前835年　　在位30年
7. 幽伯 彊　　紀元前835年 - 紀元前826年　　在位9年
8. 戴伯 蘇　　紀元前826年 - 紀元前796年　　在位30年
9. 恵伯 雉　　紀元前796年 - 紀元前760年　　在位36年
10. 曹君石甫 石甫　　紀元前760年　　在位1年
11. 穆公 武　　紀元前760年 - 紀元前757年　　在位3年
12. 桓公 終生　　紀元前757年 - 紀元前702年　　在位55年
13. 荘公 射姑　　紀元前702年 - 紀元前671年　　在位31年
14. 釐公 夷　　紀元前670年 - 紀元前662年　　在位8年
15. 昭公 班　　紀元前662年 - 紀元前653年　　在位9年
16. 共公 襄　　紀元前653年 - 紀元前618年　　在位35年
17. 文公 寿　　紀元前618年 - 紀元前595年　　在位23年
18. 宣公 疆　　紀元前595年 - 紀元前578年　　在位17年
19. 成公 負芻　　紀元前578年 - 紀元前555年　　在位23年
20. 武公 勝　　紀元前555年 - 紀元前528年　　在位27年
21. 平公 須　　紀元前528年 - 紀元前524年　　在位4年
22. 悼公 午　　紀元前524年 - 紀元前515年　　在位9年
23. 声公 野　　紀元前515年 - 紀元前510年　　在位5年
24. 隠公 通　　紀元前510年 - 紀元前506年　　在位4年
25. 靖公 露 　紀元前506年 - 紀元前502年　　在位4年
26. 曹伯陽 陽　　紀元前502年 - 紀元前487年　　在位15年